# 明朝武進士列表
本列表是中國明代的武進士總表。明朝首次開武举年份有天順八年（1464年）、成化十四年（1478年）和弘治十四年（1501年）三種說法，而可確定的武会试共举行過46科，录取了二千余名武进士。各科武進士名錄（不全）如下：

## 天順
- 天順八年甲申科武進士（1464年）
  - 此科有疑問，或並非武舉。

## 成化
- 成化五年己丑科武進士（1469年）
- 成化十九年癸卯科武進士（1483年）
  - 此兩科有疑問，或並非武舉。

## 弘治
- 弘治六年癸丑科武進士（1493年）
  - 此科有疑問，或並非武舉。
- 弘治十七年甲子科武進士（1504年）
- 弘治十八年乙丑科武進士（1505年）
  - 以上兩科武進士可能是同一科。

## 正德
- 正德三年戊辰科武進士（1508年）
- 正德六年辛未科武進士（1511年）
  - 此科有疑問，或不存在。
- 正德九年甲戌科武進士（1514年）
- 正德十二年丁丑科武進士（1517年）
- 正德十五年庚辰科武進士（1520年）

## 嘉靖
- 嘉靖二年癸未科武進士（1523年）
- 嘉靖五年丙戌科武進士（1526年）
- 嘉靖八年己丑科武進士（1529年）
- 嘉靖十一年壬辰科武進士（1532年）
- 嘉靖十四年乙未科武進士（1535年）
- 嘉靖十七年戊戌科武進士（1538年）
- 嘉靖二十年辛丑科武進士（1541年）
- 嘉靖二十三年甲辰科武進士（1544年）
- 嘉靖二十六年丁未科武進士（1547年）
- 嘉靖二十九年庚戌科武進士（1550年）
- 嘉靖三十二年癸丑科武進士（1553年）
- 嘉靖三十五年丙辰科武進士（1556年）
- 嘉靖三十八年己未科武進士（1559年）
- 嘉靖四十一年壬戌科武進士（1562年）
- 嘉靖四十四年乙丑科武進士（1565年）

## 隆慶
- 隆慶二年戊辰科武進士（1568年）
- 隆慶五年辛未科武進士（1571年）

## 萬曆
- 萬曆二年甲戌科武進士（1574年）
- 萬曆五年丁丑科武進士（1577年）
- 萬曆八年庚辰科武進士（1580年）
- 萬曆十一年癸未科武進士（1583年）
- 萬曆十四年丙戌科武進士（1586年）
- 萬曆十七年己丑科武進士（1589年）
- 萬曆二十年壬辰科武進士（1592年）
- 萬曆二十三年乙未科武進士（1595年）
- 萬曆二十六年戊戌科武進士（1598年）
- 萬曆二十九年辛丑科武進士（1601年）
- 萬曆三十二年甲辰科武進士（1604年）
- 萬曆三十五年丁未科武進士（1607年）
- 萬曆三十八年庚戌科武進士（1610年）
- 萬曆四十一年癸丑科武進士（1613年）
- 萬曆四十四年丙辰科武進士（1616年）
- 萬曆四十七年己未科武進士（1619年）

## 泰昌
泰昌年間未舉行武科考。

## 天啟
- 天啓二年壬戌科武進士（1622年）
- 天啓五年乙丑科武進士（1625年）

## 崇禎
崇禎四年（1631年），武科始行殿試。
- 崇禎元年戊辰科武進士（1628年）
- 崇禎四年辛未科武進士（1631年）
- 崇禎七年甲戌科武進士（1634年）
- 崇禎十年丁丑科武進士（1637年）
- 崇禎十三年庚辰科武進士（1640年）
- 崇禎十四年辛巳科御覽武進士（1641年）
  - 此科有疑問，或與崇禎十三年庚辰文科賜特用出身同期，或即《明史》所述之「奇謀異勇科」[5]。
- 崇禎十六年癸未科武進士（1643年）

## 南明
南明時亦曾舉辦武科舉：弘光時史可法曾以武進士例選取奇才勇畧科武試；永曆時滇京曾舉行試武官。
- 弘光元年史可法選乙酉奇才勇畧科武試（1645年）
- 永曆十年丙申試武官（1656年）